# Charles Münch

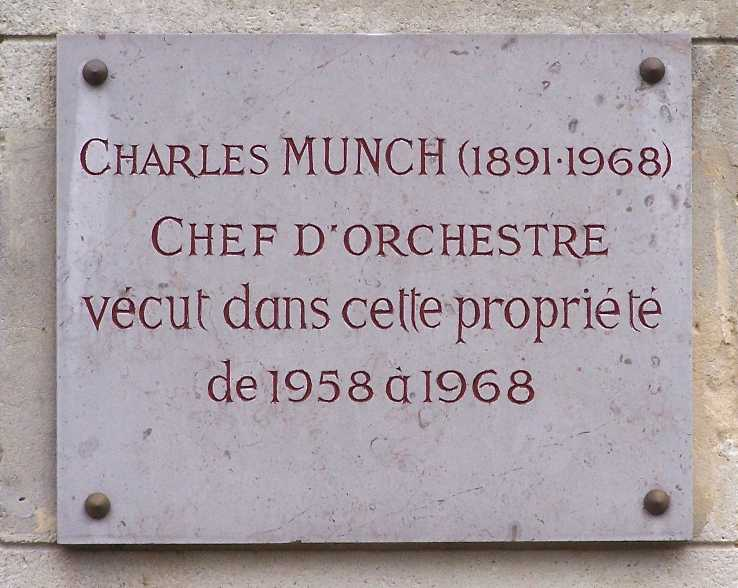
Placa commemorativa de Charles Munch a Louveciennes (Yvelines, França)

Charles Münch (francès: Charles Munch)  (Estrasburg, 26 de setembre de 1891 - Richmond, 6 de novembre de 1968) fou un director d'orquestra i violinista francès-alemany, reconegut mundialment per haver dirigit magistrals interpretacions dels clàssics del Romanticisme, especialment durant la seva etapa al capdavant de l'Orquestra Simfònica de Boston.

## Biografia
Münch va néixer a Estrasburg (llavors Alemanya, i actualment França). Era fill d'un organista alsacià i director de cor, Ernst Münch (1859-1928). El seu germà gran, Fritz, era mestre de cor i professor de música. Charles va estudiar violí al Conservatori d'Estrasburg i amb Lucien Capet a París. Durant la Primera Guerra Mundial (1914), s'allistà en l'exèrcit alemany com a sergent d'artilleria. Va ser gasejat a Peronne i va ser ferit a Verdun. Amb el final de la guerra (1918), retorna a Alsàcia-Lorena (1919) i es nacionalitza com a ciutadà francès, canviant el seu cognom a Munch.
Va començar la seva carrera com a violinista, entre 1926 i 1933, liderant l'Orquestra del Gewandhaus de Leipzig sota la direcció de Wilhelm Furtwängler i Bruno Walter. Posteriorment, el 1932, va debutar com a director a París amb l'Orquestra Straram. Entre 1933 i 1940 va estudiar direcció amb Szendrei a París. Ben aviat va ser reconegut com un bon director i així obtingué el càrrec de director de l'Orquestra de la Societat Filharmònica de París des de 1935 a 1938, i el 1936 es convertia en professor a l'Escola Normal de Música (École Normale de Musique), tenint entre els seus alumnes a Pierre Sancan.
El 1938, era nomenat director de música de la Societat de Concerts del Conservatori de París, càrrec que mantingué durant els anys de l'ocupació alemanya en la Segona Guerra Mundial. Es va negar a col·laborar amb els nazis, i donà suport a la Resistència, sent-li atorgada la Legió d'Honor (Légion d'honneur) el 1945.

## Etapa americana
El desembre de 1946 és convidat per dirigir l'Orquestra Simfònica de Boston. Poc després realitza una gira per Estats Units amb l'Orquestra Nacional de la Radio Francesa. Finalment és nomenat director titular d'Orquestra Simfònica de Boston, càrrec que va mantenir entre 1949 i 1962, realitzant diverses gires internacionals amb ella.
Es va especialitzar en el Romanticisme i és mundialment reconegut com la màxima autoritat quan es tracta d'interpretar les obres de Berlioz. La seva extensa discografia, fins i tot no publicada íntegrament, s'estén especialment en la seva etapa en l'Orquestra Simfònica de Boston. En el segell discogràfic RCA va coincidir amb diversos enginyers de so que, com Lewis Layton, van ser verdaders pioners en les modernes tècniques d'enregistrament estereofòniques. Entre els seus millors enregistraments destaquen la suite de ballet Daphnis et Chloé de Ravel enregistrada el 1961 i, molt especialment, la Simfonia Fantàstica de Berlioz del 1962, ambdues al capdavant de l'Orquestra Simfònica de Boston.
El 1967 va fundar l'Orquestra de París. Va morir a Richmond, Virgínia (Estats Units), el 6 de novembre de 1968 quan es trobava de gira amb aquesta l'orquestra.